# Harald Cramér
Harald Cramér (Estocolmo, 25 de septiembre de 1893 - 5 de octubre de 1985) fue un matemático sueco que se especializó en estadística matemática. También hizo contribuciones estadísticas a la distribución de los números primos y primos gemelos. Enseñó de 1917 a 1958 como profesor en la Universidad de Estocolmo (hasta 1917 como profesor asistente) y fue rector de la misma de 1950 a 1961. 